# Treštenica Gornja
Treštenica Gornja ist eine Ortschaft in der Gemeinde Banovići, Föderation Bosnien und Herzegowina, Bosnien und Herzegowina.

## Bevölkerung
Zur Volkszählung 1991 hatte Treštenica Gornja 488 Einwohner. Davon bezeichneten sich 319 als Serben (65,4 %) und 155 als Bosniaken (31,8 %).